# Brioche

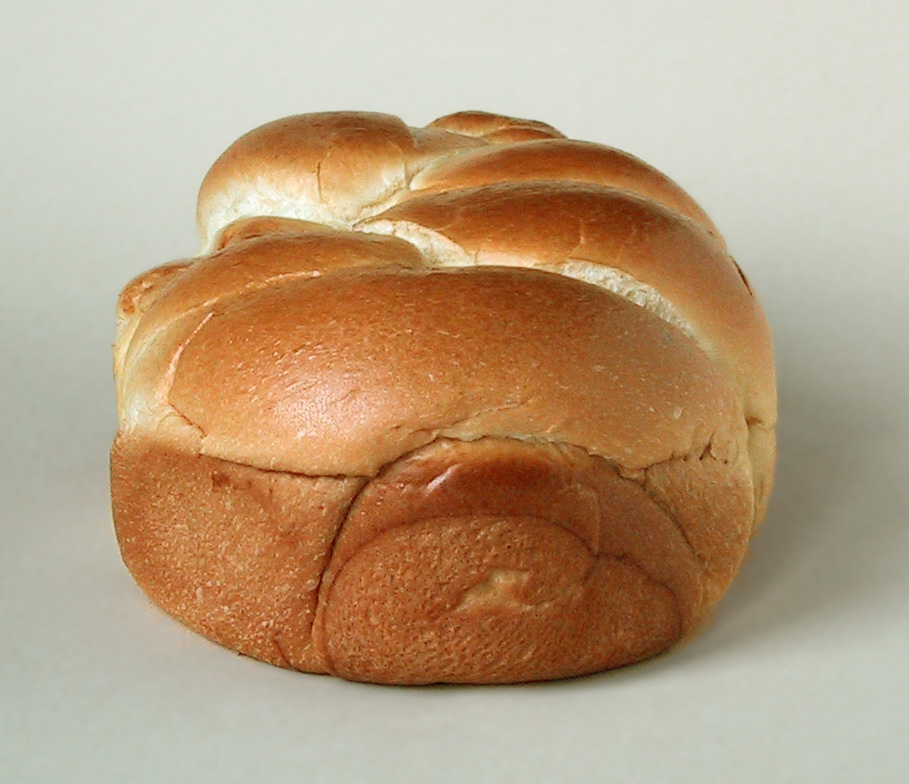
Brioche

Een brioche of melkbrood is een zacht, zoet wittebrood, dat oorspronkelijk uit Frankrijk komt.
De receptuur van een brioche verschilt met dat van gewoon brood in het extra gebruik van suiker, eieren en roomboter. Het rijke deeg maakt daardoor, dat een brioche licht en luchtig is en eigenlijk niet echt brood, maar eerder een cake. Het verschil met een cake is, een brioche bevat minder suiker dan cake, waardoor het deeg met bakkersgist bereid wordt.  Het is ook vrij lang houdbaar.
De originele brioche bestaat uit een grote bol, met daarop een kleiner bolletje, maar er worden ook kleine bolletjes, taartvormen of langwerpige broden van gemaakt. Vaak is dit wittebrood lichtgeel gekleurd met caroteen en op smaak gebracht met vanille. Brioche kan ook in de broodbakmachine worden gemaakt.
Het brood kan met beleg worden gegeten, maar kan ook in dikke plakken worden geroosterd, er kunnen wentelteefjes van gemaakt worden of een broodschotel. Brioche is een traditionele begeleider van foie gras.